# Gazeille
Gazeille – rzeka we Francji, przepływająca przez teren departamentu Górna Loara, o długości 27,2 km. Stanowi prawy dopływ rzeki Loary.